# Stephen Maturin
Stephen Maturín es un personaje de ficción en la serie de novelas Aubrey-Maturin de Patrick O'Brian. La serie retrata su carrera como médico, naturalista y espía en la Marina Real Británica durante las guerras napoleónicas, y la larga búsqueda de su querida Diana Villiers.
Maturín fue interpretado por el actor Paul Bettany en  la película de 2003 Master and Commander: The Far Side of the World.

## Biografía
Stephen Maturín (Esteban Maturin y Domanova), católico, es el hijo ilegítimo de un oficial irlandés del Ejército español y de una dama española. Es primo del histórico Lord Edward FitzGerald (1763-1798). De niño vivió en  Irlanda, y pasó su adolescencia en Cataluña. Habla numerosos idiomas y escribe su diario en catalán. Estudió en el Trinity College de Dublín y, posteriormente, calificó como médico en la Sorbona.
Estuvo en París durante el estallido de la Revolución francesa en 1789, de la que fue en primer lugar, un ardiente defensor. Volviendo a Irlanda fue miembro de la Sociedad de irlandeses Unidos y al parecer se comprometió con una mujer llamada Mona, que murió en circunstancias no especificadas. Estuvo en contra de la rebelión irlandesa de 1798 y se negó a participar.
En 1800 viajó a Menorca con un paciente que falleció allí, dejándolo sin dinero y abandonado. Un desagradable encuentro con Jack Aubrey, que pudo haber a acabado en un duelo, le valió su amistad y la posición del cirujano a bordo del buque HMS Sophie.
Como defensor de la independencia catalana de España, y un decidido oponente de la tiranía de Bonaparte, Maturín comenzó a participar en inteligencia secreta, aunque nunca aceptó el pago por sus servicios.
Además de sus actividades como médico y espía, Maturin es un célebre naturalista (miembro de la Royal Society), con un interés particular en las aves, y es el descubridor de la entonces desconocida especie de tortugas que, en honor a su amigo Jack Aubrey bautizó como Testudo Aubreii. También toca el violonchelo y la flauta.
Es descrito como un hombre no muy alto, delgado y moreno (resultado de su herencia Hiberno-española y por su gusto de tomar sol), a pesar de que tiene curiosos ojos azules claros. Pesa 56 kg. Muy desordenado, durante un tiempo comparte alojamiento con Jack, que lo considera un poco marrano. No se preocupa por su apariencia y gasta lo menos posible en ropa, a pesar de poseer un porcentaje considerable de premios obtenidos a través de los años, y una fortuna heredada de su abuelo catalán en 1812.
Maturín habla fluidamente catalán, inglés, español, francés y latín, también puede hablar irlandés, leer portugués, y tiene conocimientos de griego, malayo, árabe y urdu. Sin embargo es incapaz de aprender la jerga naval.
En 1802 conoce y se enamora de Diana Villiers, con quien finalmente (después de muchos avatares) se casa en 1813 o 1814. Tienen una hija, Brigid, antes de la muerte de Diana en 1815 en un accidente de carroza. A continuación, comienza una relación con la naturalista Christine Hatherleigh Wood, a quien le propone matrimonio, aunque esto queda sin resolver al final de la serie.

## Serie Aubrey-Maturin
1. Capitán de mar y guerra (Master and Commander, 1970), Edhasa
2. Capitán de navío (Post Captain, 1972), Edhasa
3. La fragata Surprise (HMS Surprise, 1973), Edhasa
4. Operación Mauricio (The Mauritius Command, 1977), Edhasa
5. Isla Desolación (Desolation Island, 1978), Edhasa
6. Episodios de una guerra (The Fortune of War, 1979), Edhasa
7. El ayudante del cirujano (The Surgeon's Mate, 1980), Edhasa
8. Misión en Jonia (The Ionian Mission, 1981), Edhasa
9. El puerto de la traición (Treason's Harbour, 1983), Edhasa
10. La costa más lejana del mundo (The Far Side of the World, 1984), Edhasa
11. El reverso de la medalla (The Reverse of the Medal, 1986), Edhasa
12. La patente de corso (The Letter of Marque, 1988), Edhasa
13. Trece salvas de honor (The Thirteen Gun Salute, 1989), Edhasa
14. La goleta Nutmeg (The Nutmeg of Consolation, 1991), Edhasa
15. Clarissa Oakes, polizón a bordo (Clarissa Oakes, 1992), Edhasa
16. Un mar oscuro como el oporto (The Wine-Dark Sea, 1993), Edhasa
17. El comodoro (The Commodore, 1994), Edhasa
18. Almirante en tierra (The Yellow Admiral, 1996), Edhasa
19. Los cien días (The Hundred Days, 1998), Edhasa
20. Azul en la mesana (Blue at the Mizzen, 1999), Edhasa
21. The Final Unfinished Voyage of Jack Aubrey (2004), no publicada en español

- Datos: Q2706662